# Lleó tigre

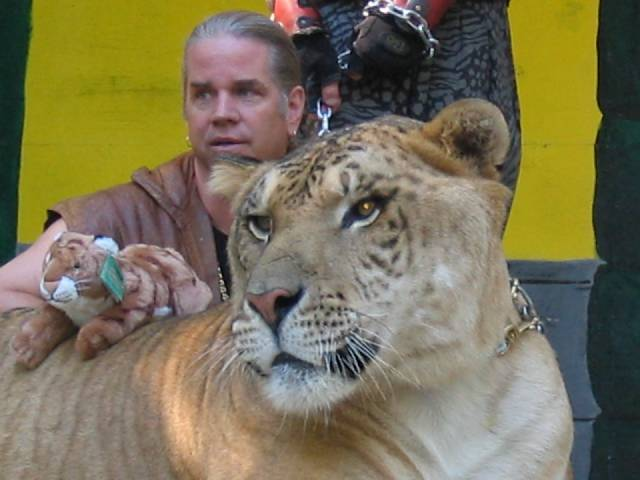
Un lleó tigre anomenat Hercules amb el seu ensinistrador.

Un lleó tigre o lligre és l'híbrid producte de l'encreuament d'un lleó (Panthera leo) mascle i d'una tigressa (Panthera tigris). Així doncs, els seus progenitors pertanyen al mateix gènere, però a diferents espècies. El seu aspecte és de lleó gegant amb ratlles difuses de tigre.
Mesura fins a quatre metres de llarg. Els lleons i tigres han coexistit junts a Pèrsia i a la Xina, actualment coexisteixen al Bosc de Gir, a l'Índia.
Tots els lleons tigre mascles coneguts són estèrils.
També existeix l'híbrid invers, el tigró, l'encreuament entre un tigre i una lleona.